# Gia Carangi
Gia Carangi (n. 29 ianuarie 1960 - d. 18 noiembrie 1986) a fost un fotomodel american din perioada anilor 1970-1980. Carangi este considerată de mulți ca fiind primul supermodel, deși acest titlu a mai fost atribuit și altora, precum Twiggy, Janice Dickinson, Dorian Leigh și Jean Shrimpton. Modelul Cindy Crawford a fost mai târziu denumită “Baby Gia”, datorită asemănării cu Gia Carangi.
Carangi a apărut pe copertele unor celebre reviste de modă, inclusiv ediția din aprilie 1979 a revistei British Vogue, ediția din aprilie 1979 și august 1980 a revistei Vogue Paris, ediția din august a revistei American Vogue, ediția din ianuarie 1981 a revistei Vogue Italia și în mai multe numere din Cosmopolitan, între anii 1979 si 1982. În această perioadă ea a mai apărut în diverse camapanii de publicitate pentru case de modă ca Armani, Christian Dior, Versace și Yves Saint Laurent.
După ce a devenit dependentă de heroină, cariera lui Carangi în modă s-a ruinat foarte repede. Mai târziu ea s-a infectat cu HIV, fapt ce a dus la moartea ei la vârsta 26 de ani din cauza unor complicații cauzate de HIV/SIDA. Carangi este considerată ca fiind una dintre primele femei faimoase, care au murit din cauza SIDA. Despre moartea ei nu s-a discutat foarte mult, astfel că puțini din industria modei știau despre asta.
În anul 1998, pe canalul de televiziune HBO a fost lansat un film biografic despre viața lui Gia Carangi, Gia, având-o în rolul principal pe Angelina Jolie.

## Biografie
Carangi s-a născut în Philadelphia, statul  Pennsylvania. A fost a treia și cel mai tânăr copil a lui Joseph, deținător al unui restaurant și a lui Kathleen Carangi (născută Adams), o casnică. Gia a avut doi frați mai mari. Tatăl ei este italian, iar mama ei este de origine irlandeză și galeză. Joseph și Kathleen au avut un mariaj instabil și violent, lucru ce a determinat-o pe Kathleen să-și părăsească familia când Gia avea unsprezece ani.
Cei care o cunoșteau pe Gia, dădeau vina pe copilăria ei zbuciumată, pentru instabilitatea și dependența sa de droguri, care mai târziu i-a afectat enorm viața de adult, grăbindu-i moartea mult prea prematură. Era descrisă ca fiind neajutorată și manipulatoare. Diverși oameni, care o cunoșteau, afirmau că era răsfățată, rușinoasă ca o copilă și un fel de „fetița lui mama”, din cauza faptului că nu a primit atenția părintească pe care și-a dorit-o.
În adolescență, Carangi a găsit atenție în fete tinere, de vârsta ei, în semn de prietenie trimțându-le flori. În timp ce studia la liceul Abraham Lincoln, Carangi s-a împrietenit cu "the Bowie kids", un grup de fani obsedați de David Bowie, care au transformat stilul Bowie într-un mod ciudat și încântător de a se îmbrăca și comporta. Carangi a fost atrasă foarte mult de preferințele lui vestimentare, muzica ciudată pe care o cânta și bisexualitatea lui ascunsă. Unul din prietenii lui Carangi vorbea despre latura “băiețoasă” a Giei, referindu-se la ușurința cu care viitoarea manechin vorbea despre sexualitate, comparând-o cu personajul Cay din filmul Desert Hearts din 1985.  Carangi și prietenii ei ieșeau frecvent în barurile și cluburile de gay din Philadelphia.

## Cariera
Carangi a fost foarte cunoscută în lumea modei doar după prenume. După ce a apărut în ziarele din Philadelphia, Carangi la vârsta de 17 ani s-a mutat în orașul New York City, unde a ieșit foarte repede în evidență, semnând un contract cu Wilhelmina Models. A fost un model favorit pentru diverși fotografi, precum Francesco Scavullo, Arthur Elgort, Joseph Petrellis, Richard Avedon, Denis Piel, Marco Glaviano și Chris von Wangenheim.
Fiind relativ bine integrată în lumea artistică în care trăia, fără a fi avut cunoștințe anterioare din lumea modei, Carangi era selectată de diverși fotografi, cel mai remarcabil fiind probabil Scavullo. La sfârșitul anului 1978, Carangi era foarte bine integrată în lumea modei. Într-un interviu cu Revista 20/20, Carangi afirma că: “Am început să lucrez cu oameni foarte buni ... . Adică tot timpul, foarte repede. Nu m-am transformat într-un model, pur și simplu am devenit unul."
Carangi era o vizitatoare frecventă a cluburilor Studio 54 și Mudd. În general, folosea cocaină în cluburi, dar mai târziu a devenit dependentă de heroină.
În octombrie 1978, Carangi a avut prima sa ședință de fotografiat importantă, cu unul din cei mai cunoscuți fotografi ai timpului, Chris von Wangenheim. Printre multe alte variante de fotografii ale acelei ședințe, Wangenheim a pozat-o nud, în spatele unor gratii de fier, împreună cu asistenta sa de make-up Sandy Linter. Imediat după aceea, Carangi s-a îndrăgostit de Linter și a încercat să aibă o relație cu ea, deși acea relație niciodată nu a devenit stabilă.

## Consumul de droguri și declinul carierei
În ziua de 1 martie 1980, reprezentanta și mentorul lui Carangi, Wilhelmina Cooper a murit de cancer la plămâni. Devastată, Carangi a început să accelereze consumul de droguri. Scavullo a chemat-o pe Carangi la o ședință în Caraibe, când aceasta "A început să plângă, nu își găsea drogurile. Literalmente, a trebuit să o calmez și să o pun în pat până adoarme.” Mai târziu, dependența ei a început să îi afecteze munca. Carangi a început să aibă un comportament violent, plecând de la ședințele foto pentru a-și cumpăra droguri sau adormea în fața camerei de fotografiat sau de filmat. Într-una din ultimele locații în care a pozat pentru Vogue, Carangi avea vânătăi vizibile în zona mâinilor, unde își injecta heroină.
În noiembrie 1980, cariera lui Carangi era la un pas de a lua sfârșit. Ofertele au încetat curând să mai apară. Chiar mai rău, la fel au procedat și prietenii ei din lumea modei, inclusiv Sandy Linter, aproape toți refuzând să vorbească cu ea de frică ca această relație „toxică” să nu le dăuneze carierelor. Foarte rapid a semnat un contract cu Ford Models, „pentru cateva săptămâni”, dar la fel de rapid a fost îndepărtată. Într-o încercare de a renunța la droguri, s-a mutat înapoi în Philadelphia, în februarie 1981, pentru a locui cu mama ei și tatăl ei vitreg, .

## Retragerea și încercarea de a reveni
După ce s-a mutat în Philadelphia, orașul său natal, Carangi a participat la un program de detoxifiere, timp de 21 de zile. Cumpătarea ei a fost de scurtă durată, iar în martie 1981 a fost arestată pentru că a intrat într-un gard din vecini și l-a dărâmat. După ce poliția a analizat cazul mai în detaliu, Gia a fost luată în îngrijire, lucru ce mai târziu va confirma faptul că era sub influența cocainei și a alcoolului. După ce a fost eliberată, Carangi a semnat un contract cu o nouă agenție, Legends. A muncit foarte mult, mai ales în Europa.
În toamna anului 1981, Carangi avea dureri, datorită consumului de droguri. În ciuda acestui fapt, ea încă era determinată să revină în industria modei, semnând un contract cu Elite Model Management. După ce câțiva clienți refuzaseră să lucreze cu ea, alții erau dipuși să îi acorde o șansă, datorită reputației care pe care o dobândise în trecut, ca model. Unul din primele ei servicii era pentru Francesco Scavullo, care a fotografiat-o pentru Cosmopolitan. Scavullo a convins editorii de magazin să folosească shooting-ul pentru coperta din aprilie 1982. Sean Byrnes, asistentul lu Scavullo pentru mult timp, spunea că „Ceea ce și-a făcut ei, a devenit mai târziu vizibil în poze. […] Puteam să văd schimbare în frumusețea ei. Era un gol în ochii ei.” Coperta revistei Cosmo avea să fie ultima.
În timpul unei ședințe foto pentru colecția de primăvară Versace, făcută în toamna anului 1982, Carangi a devenit neliniștită și incomfortabilă, părăsind ședința înainte ca vreo poză să fie făcută. La sfârșitul anului 1982, ea mai avea doar câteva cereri de la clienții care erau dispuși să o angajeze. Ultimul shooting a lui Carangi ea pentru Otto Versand în Tunisia. Ea a fost trimisă acasă în timpul shooting-ului pentru că folosea heroină. A părăsit New York. New York-ul pentru ultima oară, în primăvara anului 1983.

## Ultimii ani
Cum majoritatea banilor pe care i-a câștigat i-a risipit pe droguri, Carangi si-a petrecut ultimii trei ani din viață cu diferiți iubiți, prieteni și membrii ai familiei din Philadelphia și Atlantic City. A fost supusă unui program cu tratamente intense într-un spital din Eageville, în decembrie 1984. După tratament, și-a găsit un loc de muncă într-un magazin de haine, unde mai târziu a renunțat. După aceasta, și-a găsit un loc de muncă unde lucra ca funcționar, iar mai apoi a lucrat într-un restaurant cu autoservire la un santoriu particular. În iarna anului 1985, Carangi a început să ia droguri din nou. În iunie 1986, a fost dusă la spitalul Warminster General în Warminster, Pennsylvania cu pneumonie bilaterală. Câteva zile mai târziu, a fost diagnosticată cu SIDA.

## Moartea
În 18 octombrie 1986, Carangi a fost transportată la Spitalul Hahnemann. A murit de AIDS, cu complicații, în ziua 18 noiembrie 1986. Înmormântarea ei a avut loc pe 23 noiembrie într-o locație mică din Philadelphia. Nimeni din lumea modei nu a participat, probabil pentru că nimeni nu a știut de moartea sa decât după câteva luni.

## Moștenire
În 1996, scriitoarea-actriță Zoe Tamerlis, o dependentă de heroină, care a murit din cauza drogurilor în 1999, a fost motivată să scrie un scenariu despre viața Giei Carangi. Această versiune a filmului Gia nu a fost produsă, dar după moartea lui Tamerlis, foști prieteni, fotografi, familia lui Carangi și Sandy Linter au discutat despre viața ei, încorporând-o într-un documentar numit The Self-Destruction of Gia.
Carangi, orientarea sexuală a căreia a fost prezentată atât ca fiind lesbiană, dar și ca bisexuală, a ajuns în timp să fie considerată o figură iconică lesbiană.

## Designeri și branduri reprezentate
- Giorgio Armani
- Bloomingdale's
- Citicorp
- Cutex
- Christian Dior
- Perry Ellis
- Diane Von Furstenberg
- Lancetti
- Levi Strauss & Co.
- Maybelline
- Yves Saint Laurent
- Vidal Sassoon
- Gianni Versace
- Calvin Klein